# Saison 4 de De celles qui osent
 (mars 2025).
Cet article présente la saison 4 de la série télévisée De celles qui osent.

## Distribution
- Katie Stevens (Jane Sloan)
- Aisha Dee (Kat Edison)
- Meghann Fahy (Sutton Brady)
- Sam Page (Richard Hunter)
- Matt Ward II (Alex)
- Stephen Conrad Moore (Oliver Grayson)
- Melora Hardin (Jacqueline Carlyle)[1]

## Épisodes
La saison comporte 16 épisodes.